# John Lindley
John Lindley (Catton nabij Norwich, 5 februari 1799 – Turnham Green (Middlesex), 1 november 1865) was een Engelse botanicus. Zijn vader George Lindley had een kwekerij in Norwich.
Hij werd tot zijn zestiende onderwezen aan de Norwich Grammar School, waarna hij geen formele opleiding meer volgde. Desondanks werd hij een van de productiefste plantenwetenschappers van zijn tijd. Hij was assistent-bibliothecaris van Joseph Banks. Hij vertaalde een Franstalig wetenschappelijk plantenboek, Analyse du Fruit van Louis Claude Marie Richard, zonder onderbrekingen in drie dagen en twee nachten. Lindleys vertaling werd in 1819 gepubliceerd onder de titel Observations on the Structure of Seeds and Fruits . In 1820 publiceerde hij zijn zelf geschreven Monographia Rosarum met beschrijvingen van nieuw ontdekte soorten en met door hem zelf vervaardigde tekeningen. Dit werk werd in 1821 gevolgd door zijn Monographia Digitalium en Observations on Pomaceae dat was geschreven om de Linnean Society of London onder de aandacht te brengen. Kort hierna vertrok hij naar Londen waar hij werd aangenomen door John Claudius Loudon om het beschrijvende gedeelte van Encyclopaedia of Plants te schrijven.
Nadat hij hiermee klaar was in 1829 was hij overtuigd geraakt van de superioriteit van het “natuurlijke systeem” van Antoine Laurent de Jussieu ten opzichte van het “kunstmatige systeem” van Carl Linnaeus zoals dat in Encyclopaedia of Plants werd beschreven. Deze overtuiging kwam tot uiting in A Synopsis of British Flora, arranged according to the Natural Order (1829) en in An Introduction to the Natural System of Botany (1830).
Van 1822 tot 1829 was John Lindley assistent-secretaris van de London Horticultural Society (tegenwoordig bekend als de Royal Horticultural Society). In 1829 werd hij benoemd tot hoogleraar in de botanie aan University College London, waaraan hij tot 1860 verbonden bleef. Ook onderwees hij botanie vanaf 1831 aan de Royal Institution - waarvoor hij in 1833 ook spreker was bij de Royal Institution Christmas Lectures - en vanaf 1836 aan Chelsea Physic Garden, een botanische tuin waarvan hij van 1836 tot 1853 ook de directeur was. Gedurende zijn hoogleraarschap schreef hij vele wetenschappelijke en populaire werken. Tevens droeg hij bij aan het Botanical Register, waarvan hij vele jaren redacteur was. In 1841 richtte hij samen met Joseph Paxton, Charles Wentworth Dilke en William Bradbury The Gardeners' Chronicle op, waarbij hij vanaf 1841 de leiding had over de tuinbouwkundige afdeling. Hij was lid van de Royal, Linnean en Geological Societies.
Lindley staat bekend als een van de ontwikkelaars van de taxonomie van orchideeën. Ook aan de algemene taxonomie van planten heeft hij veel bijgedragen. Dankzij zijn rapport aan de overheid werden geplande bezuinigingen niet uitgevoerd en werden de Kew Gardens in 1838 van de sloop gered. Hij heeft planten van Thomas Mitchells expeditie (1838) naar Australië beschreven en in Appendix to the Botanical Register (1839) heeft hij planten beschreven die door James Drummond en Georgiana Molloy van Swan River Colony in West-Australië waren verzameld.
Lindleys boekencollectie wordt gehuisvest in de door de Royal Horticultural Society beheerde Lindley Library, de naar hem vernoemde bibliotheek.
Naast de al genoemde werken, heeft Lindley nog meer werken op zijn naam staan, waaronder:
- An Outline of the First Principles of Horticulture (1832)
- An Outline of the Structure and Physiology of Plants (1832)
- A Natural System of Botany (1836),
- The Fossil Flora of Great Britain (met William Hutton, 1831-1837),
- Flora Medica (1838),
- Theory of Horticulture (1840),
- The Vegetable Kingdom (1846),
- Folia Orchidacea (1852),
- Descriptive Botany (1858).